# Áno Méros
Áno Méros (em grego: Άνω Μέρους) é uma vila cretense da unidade regional de Retimno, no município de Amári, na unidade municipal de Sivrítos. Situada a uma altitude de 581 metros, está localizada ao sopé do monte Cédros, no sudoeste do vale Amári. Próximo a vila estão as vilas de Drigiés e Chordáci. Segundo o censo de 2011, têm 242 habitantes.
Ainda hoje é considerada uma das vilas interioranas tradicionais de Creta, uma vez que não se adequou as demandas de turistas que realizam excursões pela ilha. Áno Méros, assim como algumas outras vilas do vale são conhecidas localmente pela produção frutífera, especialmente de maçãs e cerejas, sendo Áno Méros ainda conhecido por seu vinho tinto. O Mosteiro de Calóidena, assim como um memorial dedicado aos membros da resistência cretense estão nas proximidades da vila. Em 22 de agosto de 1944 a vila foi incendiada pelos alemães.